# ЛуАЗ-1901
ЛуАЗ-1901 «Геолог» — повнопривідний автомобіль із колісною формулою 6х6, розробки Луцького автомобільного заводу. Вперше був представлений на автосалоні SIA'99 у Києві. Через економічні негаразди автомобіль в серію так і не пішов. Було виготовлено лише 8 екземплярів цього транспортного засобу, 7 було розбито на випробуваннях, 1 знаходиться у приватній власності. Може пересуватись як сушею, так і водою. Швидкість на воді становить до 5 км/год. Максимальна ширина водойми, згідно з технічною характеристикою 3 км, за сприятливих погодних і фізіологічних умов. Автомобіль долає підйоми до 58% та утримується на боковому схилі 40%. Орієнтовна ціна на той час становила $6,5 - 8 тис.

## Силова установка
На автомобіль встановлено 3х циліндровий дизель, об'ємом 1,5л, виробництва Харківського конструкторсько-технологічного бюро ім.Малишева. Двигун модернізувався протягом 9 років, існувало всього 10 модифікацій. На ЛуАЗі було встановлено 7 модифікацію, яка порівняно із попередниками мала більш надійну і допрацьовану конструкцію. Та недоліки все ж були, зокрема високий рівень шуму та вібрації та підвищена витрата палива.

## Трансмісія
Схема трансмісії є принципово новою та істотно відрізняється від класичної ЛуАЗівської. Постійний привід авто має на 2 мости - задній та середній, при цьому за необхідності є можливість підключити передній. Кожна вісь укомплектована самоблокуючим диференціалом, міжосьового блокування не передбачено. КПП представлена 4-ма передачами для руху вперед, та передньою і задньою пониженими передачами. Керуючих осі 2 - передня і середня.     